# Papuaneon tualapa
Papuaneon tualapa Maddison, 2016 è un ragno appartenente alla famiglia Salticidae.
È l'unica specie nota del genere Papuaneon.

## Distribuzione
Gli esemplari di questa specie sono stati rinvenuti in Papua Nuova Guinea.

## Tassonomia
Dal 2016 non sono stati esaminati altri esemplari, né sono state descritte sottospecie al 2022.